# Kunágota
Kunágota is een plaats (község) en gemeente in het Hongaarse comitaat Békés. Kunágota telt 3015 inwoners (2002).